# Kasteel van Brissac
Het Kasteel van Brissac (Frans: Château de Brissac) is een kasteel in de Franse gemeente Brissac Loire Aubance in het departement Maine-et-Loire, op vijftien kilometer van Angers. Sinds 3 november 1958 maakt het kasteel deel uit van de historische monumentenlijst.

## Geschiedenis
De oorspronkelijk 11e-eeuwse burcht werd gebouwd door Fulco III van Anjou. Nadat Filips August de Engelsen verslagen had, liet deze het kasteel aan Guillaume des Roches.
Pierre de Brèze, een rijke minister die voor Karel VII werkte, liet het in 1435 verworven kasteel herbouwen in 1455. Toen hij de koning wou redden, liet hij het leven in de Slag bij Montlhéry. Zijn zoon Jacques erfde het kasteel en ging er wonen. Maar Jacques betrapte zijn vrouw op overspel en vermoordde haar. Nadien verliet hij de plaats van het delict.
Tijdens de regeringsperiode van Frans I (van 1515 tot 1547), kocht René de Cossé het eigendom in 1502. De koning benoemde René de Cossé tot gouverneur van Maine en Anjou. Op die manier kwam het kasteel in bezit van de familie Cossé en kreeg het de naam Brissac.
Tijdens de godsdienstoorlogen koos Charles de Cossé (de kleinzoon van René) partij voor de Heilige Liga. Koning Hendrik IV bestormde het kasteel. Na zijn hereniging met de koning in 1594, bleef Charles’ kasteel in 1606 ernstig toegetakeld achter. Hij kreeg de titel van maarschalk van Frankrijk alsook die van hertog van Brissac in 1611. Het fort was in slechte staat en daarom liet hij het herbouwen onder leiding van architect Jacques Corbineau. Jacques maakte er een overweldigend gebouw van. In hetzelfde tijdperk nam de hertog van Brissac de edelman Goddes de Varennes, markies van de Perrière in dienst als zijn privésecretaris.
In het totaal telt het kasteel zeven verdiepingen en 200 zalen. Zijn architectuur maakt het kasteel het hoogste kasteel van Frankrijk. De gevel weerspiegelt de invloeden van de barok. Door te trouwen werd de familie Cossé-Brissac ook na enige tijd eigenaar van het kasteel van Monteuil-Bellay, dat vervolgens verkocht werd.
In augustus 1620 vond een bemiddelingsgesprek plaats te Brissac, op neutraal terrein tussen Lodewijk XIII en zijn moeder Maria de' Medici.
Tot 1792 behield de familie Cossé-Brissac het kasteel. Tijdens de Franse Revolutie werd het gebouw gevorderd en omgebouwd tot een kantonnement voor "Bleus de Vendée". Geplunderd door de revolutionairen, bleef het kasteel in die staat tot 1844, toen men een restauratieprogramma ondernam. Dat werd voortgezet door de familie Cossé-Brissac, aan wie het kasteel na de revolutie teruggegeven werd en waarvan de leden elkaar tot op heden opvolgen.

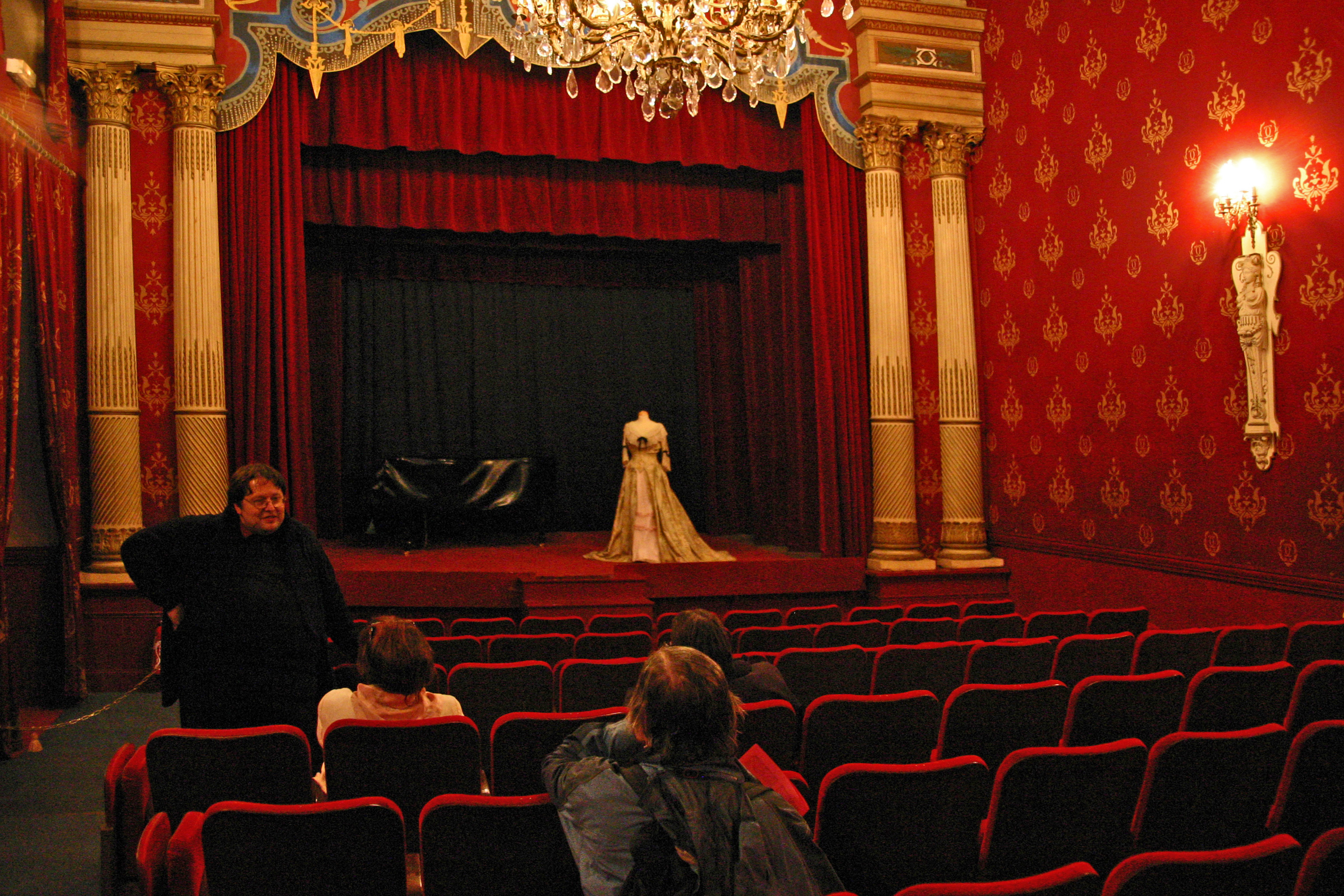
Theater

Jeanne-Marie Say (1848-1916) opende op twee verdiepingen van het kasteel een theater. Dat werd ingehuldigd in 1890 en gerestaureerd rond 1983. Jeanne-Marie was de kleindochter van de beroemde raffinadeur Louis Say, alsook weduwe in haar eerste huwelijk met Roland de Cossé. Hij was markies van Brissac in 1871, zij burggravin van Trédin.
Het kasteel is toegankelijk voor het publiek tijdens het jaarlijkse festival van de vallei van de Loire.
Het Kasteel van Brissac wordt vermeld in de memoires van Simon Charles Timoléon Pierre de Cossé (1900-1993), hertog van Brissac in 1944.